# 梅特里希
梅特里希是德国莱茵兰-普法尔茨州的一个市镇。总面积5.60平方公里，总人口501人，其中男性260人，女性241人（2011年12月31日），人口密度89人/平方公里。